# Поток Риччи
Поток Риччи — система дифференциальных уравнений в частных производных, описывающая деформацию римановой метрики на многообразии.
Эта система является нелинейным аналогом уравнения теплопроводности.
Назван по аналогии с кривизной Риччи, в честь итальянского математика Риччи-Курбастро.

## Уравнение
Уравнение потока Риччи имеет вид:
{\displaystyle \partial _{t}g_{t}=-2\cdot \mathrm {Rc} _{t}.}
где {\displaystyle g_{t}} обозначает однопараметрическое семейство римановых метрик на полном многообразии (зависящая от вещественного параметра {\displaystyle t}), и {\displaystyle \mathrm {Rc} _{t}} — её тензор Риччи.

## Свойства
- Формально говоря, система уравнений {\displaystyle R}, задаваемая потоком Риччи, не является параболическим уравнением. Тем не менее, существует параболическая система уравнений {\displaystyle R'}, предложенная Детурком, такая, что если {\displaystyle g_{0}} риманова метрика на компактном многообразии {\displaystyle M} и {\displaystyle g_{t}}, {\displaystyle g'_{t}} — решения систем {\displaystyle R} и {\displaystyle R'}, то {\displaystyle (M,\;g_{t})} изометрично {\displaystyle (M,\;g_{t}')} для всех {\displaystyle t}.
  - Эта конструкция существенно упростила доказательство существования решения, она называется «трюком Детурка».
- Аналогично уравнению теплопроводности (и прочим параболическим уравнениям), задав произвольные начальные условия при {\displaystyle t=0}, можно получить решения лишь в одну сторону по {\displaystyle t}, а именно {\displaystyle t\geqslant 0}.
- В отличие от решений уравнения теплопроводности, поток Риччи, как правило, не продолжается неограниченно при {\displaystyle t\to \infty }. Решение продолжается на максимальный интервал {\displaystyle [0,\;T)}. В случае если {\displaystyle T} конечно, при приближении к {\displaystyle T} кривизна многообразия идёт к бесконечности, и в решении формируется сингулярность. Именно на исследовании сингулярностей, в которые упираются потоки Риччи, и было основано доказательство гипотезы Тёрстона.
- Псевдолокальность — если некоторая окрестность точки в начальный момент выглядит почти как кусок евклидова пространства, то это свойство сохранится определённое время в потоке Риччи у меньшей окрестности.

### Изменение геометрических характеристик
- Для объёма {\displaystyle \mathrm {vol} _{t}} метрики {\displaystyle g_{t}} верно соотношение
{\displaystyle {\tfrac {\partial }{\partial t}}(\mathrm {d} \,\mathrm {vol} _{t})=-\mathrm {R} _{t}\cdot (\mathrm {d} \,\mathrm {vol} _{t}).}
- Для скалярной кривизны {\displaystyle \mathrm {R} _{t}} метрики {\displaystyle g_{t}} верно соотношение
{\displaystyle {\tfrac {\partial }{\partial t}}\mathrm {R} _{t}=\triangle _{t}\mathrm {R} _{t}+|\mathrm {Rc} _{t}|^{2}}

где {\displaystyle |\mathrm {Rc} _{t}|^{2}} определяется как {\displaystyle \sum _{i,j}(\mathrm {Rc} (e_{i},e_{j}))^{2}} для ортонормированного репера {\displaystyle \{e_{i}\}} в точке.
- В частности, согласно принципу максимума, поток Риччи сохраняет положительность скалярной кривизны.
- Более того, нижняя грань скалярной кривизны не убывает.

- Для каждого {\displaystyle g_{0}}-ортонормированного репера {\displaystyle \{e^{i}\}} в точке {\displaystyle x\in M} существует так называемый сопутствующий {\displaystyle g_{t}}-ортонормированный репер {\displaystyle \{e_{t}^{i}\}}. Для тензора кривизны {\displaystyle \mathrm {Rm} _{t}}, записанного в этом базисе, верно соотношение
{\displaystyle {\tfrac {\partial }{\partial t}}\mathrm {Rm} _{t}=\triangle _{t}\mathrm {Rm} _{t}+Q(\mathrm {Rm} _{t},\mathrm {Rm} _{t}),}

где {\displaystyle Q} — определённая билинейная квадратичная форма на пространстве тензоров кривизны и со значениями в них.
- Билинейная квадратичная форма {\displaystyle Q} определяет векторное поле на векторном пространстве тензоров кривизны — каждому тензору кривизны {\displaystyle x} приписывается другой тензор кривизны {\displaystyle v_{x}=Q(x,x)}. Решения ОДУ

{\displaystyle {\dot {x}}=v_{x}}
играют важную роль в теории потоков Риччи.
- Выпуклые множества {\displaystyle K} в пространстве тензоров кривизны, инвариантные относительно вращений и такие, что если в приведённом ОДУ {\displaystyle x(0)\in K}, то {\displaystyle x(t)\in K} при {\displaystyle t\geq 0}, называются инвариантными для потока Риччи. Если кривизна римановой метрики на замкнутом многообразии в каждой точке принадлежит такому {\displaystyle K}, то тоже верно и для метрик, получаемых из неё потоком Риччи. Рассуждения такого сорта называются «принципом максимума» для потока Риччи.

- К инвариантным множествам относятся

- Тензоры кривизны с положительной скалярной кривизной
- Тензоры кривизны с положительным оператором кривизны
- В трёхмерном случае, тензоры кривизны с положительной кривизной Риччи

#### Размерность 3
В случае, когда размерность пространства равна 3, для каждого {\displaystyle x} и {\displaystyle t} можно подобрать репер {\displaystyle \{e_{t}^{i}\}}, в котором {\displaystyle \mathrm {Rm} _{t}} диагонализуется в базисе {\displaystyle e_{1}\wedge e_{2}}, {\displaystyle e_{2}\wedge e_{3}}, {\displaystyle e_{3}\wedge e_{1}}, скажем,
{\displaystyle \mathrm {Rm} ={\begin{pmatrix}\lambda &0&0\\0&\mu &0\\0&0&\nu \end{pmatrix}}.}
Тогда
{\displaystyle Q(\mathrm {Rm} ,\mathrm {Rm} )={\begin{pmatrix}\lambda ^{2}+\mu \cdot \nu &0&0\\0&\mu ^{2}+\nu \cdot \lambda &0\\0&0&\nu ^{2}+\lambda \cdot \mu \end{pmatrix}}.}

## История
Начало исследованию потока Риччи было положено Гамильтоном в начале 1980-x годов. С помощью потоков Риччи были доказаны несколько гладких теорем о сфере.
Используя потоки Риччи в своих статьях, опубликованных в 2002-2003 годах, Перельману удалось доказать гипотезу Тёрстона, проведя тем самым полную классификацию компактных трёхмерных многообразий, и доказать гипотезу Пуанкаре.